# Aristeu de Crotona
Aristeu de Crotona (grec antic: Ἀρισταῖος)  (antiga Grècia, c. 370 aC - c. 300 aC), també conegut com Aristeu el Vell, fill de Damofont, va ser un matemàtic grec del segle iv aC. Probablement era contemporani d'Euclides. No es coneix res de la seva vida, només el que en diu el matemàtic Pappos d'Alexandria. Va escriure cinc llibres sobre Els llocs sòlids on formula teories sobre els cinc sòlids regulars i sobre les corbes còniques. Va influir sobre Euclides, però la seva feina era més rellevant i original. La seva obra és coneguda per referències d'Euclides i de Pappos, i també del matemàtic Hipsicles. Com que no es coneix el contingut de les seves obres, tota l'originalitat de l'estudi sobre còniques recau en Apol·loni de Perge.